# Annick Girardin

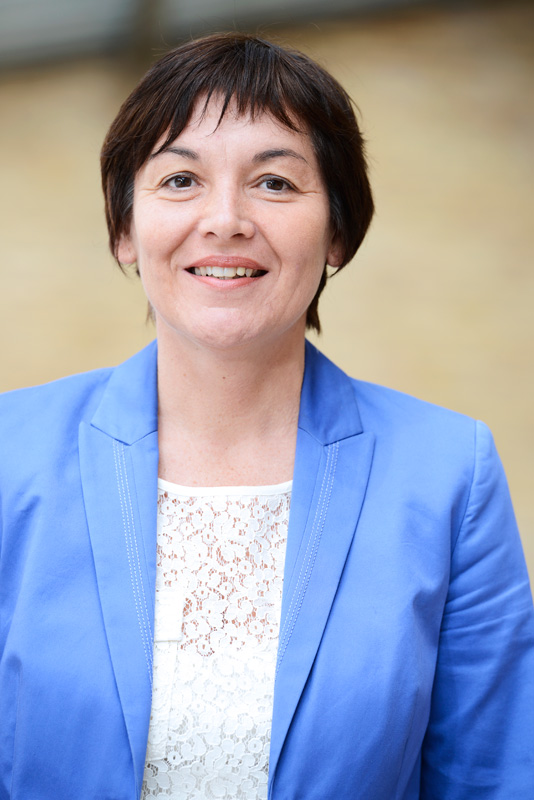
Annick Girardin (2014)

Annick Girardin (* 3. August 1964 in Saint-Malo, Département Ille-et-Vilaine) ist eine französische Politikerin der sozialliberalen Partei Mouvement radical. Seit 2023 ist sie Senatorin. Sie war von 2016 bis 2017 Ministerin für den öffentlichen Dienst, anschließend bis 2020 Ministerin für die Überseegebiete. Von Juli 2020 bis Mai 2022 war sie Ministerin für das Meer im Kabinett Castex.

## Leben und Karriere
Annick Girardin wuchs auf der französischen Inselgruppe Saint-Pierre und Miquelon im Nordatlantik (vor der Küste Neufundlands) auf, woher auch ihre Eltern stammen. Ihr Vater arbeitete als Hochseefischer, später als Bäcker. Ihr Großonkel Henri Claireaux vertrat Saint-Pierre und Miquelon zwei Jahrzehnte lang im französischen Senat (1947 bis 1968) und war Mitglied der christdemokratischen MRP. Bereits im Alter von 15 Jahren wurde Girardin Mutter einer Tochter. Anlässlich des 450. Jubiläums der Entdeckungsfahrt von Jacques Cartier nach Kanada nahm sie 1984 an der ersten Ausgabe der Hochsee-Segelregatta Transat Québec Saint-Malo teil. Sie ist ausgebildete Soziokulturelle Animatorin, arbeitete im Fremdenverkehrsamt und im Rathaus der Inselhauptstadt Saint-Pierre.
Girardin trat 1999 der linksliberalen Parti radical de gauche (PRG) bei und gründete im Jahr darauf den regionalen Ableger Cap sur l'avenir in Saint-Pierre und Miquelon. Von 2000 bis 2016 gehörte sie dem Conseil territorial dieses Überseegebiets an. Ab 2007 war sie außerdem die Abgeordnete des Wahlkreises Saint-Pierre und Miquelon in der französischen Nationalversammlung. Dieses Mandat gab sie ab, nachdem sie am 9. April 2014 in die Regierung von Manuel Valls als Staatssekretärin für Entwicklung und die Frankophonie berufen wurde. Von Februar 2016 bis Mai 2017 war sie Ministerin für öffentliche Verwaltung in den Kabinetten Valls II und Cazeneuve.
Nach der Wahl Emmanuel Macrons zum Staatspräsidenten ernannte dieser sie am 17. Mai 2017 zur Ministerin für die Überseegebiete im Kabinett Philippe I. Sie ist damit neben Jean-Yves Le Drian die einzige Person, die sowohl unter dem Präsidenten François Hollande als auch unter Emmanuel Macron der französischen Regierung angehört. Die PRG ging Ende 2017 im Mouvement radical – social libéral (MRSL) auf. Auch als die meisten PRG-Mitglieder dieses Anfang 2019 wieder verließen, blieb Girardin im MRSL. Nach der Kabinettsumbildung im Juli 2020 wechselte sie an die Spitze des erstmals seit 1991 wieder eigenständigen Ministeriums für das Meer.